# 終戦処理費
終戦処理費（しゅうせんしょりひ）とは、第二次世界大戦後に日本を占領した連合国軍の経費のうち、日本政府が一般会計から支出したものを指す。後日の講和条約締結の際に相互請求権の総額を確定させるために設けられた経費区分である。

## 概要
占領当初は大蔵省が連合国軍の要求に応じて日本銀行に立替払いをさせていた。翌昭和21年度（1946年度、以後西暦で表記する）暫定予算より「終戦処理費」が正式に計上されるようになる。
1946年予算では379億円（一般会計歳出総額の約32％）、1947年予算では641億円（同約31％）、1948年予算では1,061億円（同約23％）、1949年予算では997億円（同約14％）、1950年予算では984億円（同約16％）、1951年予算では931億円（同約12％）、1952年予算では173億円（同2％）、1953年予算では1億円（同1％以下）が計上されている。1946年度から3年間は歳出項目中最大の比率を占めていた。
終戦処理費の使途としては、主として占領及び賠償実行のためのものであり、兵舎・宿舎の新築・改築、不動産の借り上げ、連合国軍が雇用した労働者に対する人件費や工事資材・燃料などの物資調達費、施設の維持管理費や運輸・通信・事務経費などがあった。
即ち、占領軍は物資やサービスを調達する場合にProcurement Demand（PD:調達要求書）を特別調達庁（1947年9月１日以前は終戦連絡事務局）へ出す。特別調達庁よりコミットされた業者が実際の業務を行う。業務完了後に軍がProcurement Receipt（PR:調達受領書）を業者に出し、これを特別調達庁へ提出して支払いをうける。だが、このやり方では経費は大蔵省や1950年以後所管先となった特別調達庁による査定が不可能であったために、連合国軍による乱脈経理や過大請求が横行した。
さらに物資不足にもかかわらず、連合国軍による強引な期日厳守要求が出され、それに間に合わせるために日本側は高価かつ強引な物資調達を余儀なくされたため、戦後のインフレーション悪化の間接的な要因となり、さらなる終戦処理費の増加が行われるという悪循環も発生した。そして、朝鮮戦争が開始されると戦費への流用問題が指摘されたが、問題化される以前に占領が終了したため、うやむやにされた。
占領の遂行やドッジラインによるGHQ主導の緊縮財政路線とともに終戦処理費は減少に向かい、1952年4月28日以後は日米地位協定に基づく在日米軍の防衛支出金（防衛施設庁→防衛省所管）へと継承されていった。